# Louis Raymond
Louis Bosman Raymond (1895 - 1962) est un joueur sud-africain de tennis médaillé d'or olympique.

## Carrière
Aux Jeux olympiques d'été de 1920 à Anvers, il remporta la médaille d'or en battant en finale le Japonais Ichiya Kumagae.
1/2 finaliste contre Jean Borotra à Wimbledon en 1924 en battant au passage Jacques Brugnon comme au J.O d'Anvers en 1920 et 1/4 de finaliste à Roland Garros contre Bill Tilden. 1/4 de finaliste en 1920 aux Championnats du monde sur terre battue.
Dans son livre, The Art of Lawn Tennis, Bill Tilden décrit Raymond comme "un joueur méritant et travaillant dur" et quelqu'un qui "atteint le succès par le travail plutôt que par le talent naturel".

## Titre en simple (1)
|   | Date     | Nom et lieu du tournoi        | Surf.        | Finaliste      | Score              |
| 1 | 23/08/20 | Jeux Olympiques d'été, Anvers | Gazon (ext.) | Ichiya Kumagae | 5-7, 6-4, 7-5, 6-4 |